# Loužnice
Loužnice település Csehországban, Jablonec nad Nisou-i járásban. Loužnice Radčice, Pěnčín, Zásada és Držkov településekkel határos. Lakosainak száma 217 fő (2024. január 1.).

## Népesség
A település lakosságának változását az alábbi diagram mutatja:
| Lakosok száma | 328  | 444  | 444  | 342  | 217  | 199  | 234  | 245  | 219  | 217  |
|               | 1869 | 1890 | 1921 | 1950 | 1980 | 2001 | 2017 | 2019 | 2022 | 2024 |